# Cessna T-37 Tweet
Cessna T-37 Tweet (tovarniška oznaka Model 318)) je lahko dvomotorno reaktivno šolsko vojaško letalo, ki je bil desetletja primarni trenažer ameriških in tujih zračnih sil.  Na podlagi T-37 so zgradili lahkega jurišnika A-37 Dragonfly, ki se je uporabljal v Vietnamski vojni. T-37 je bil v proizvodnji bil v letih 1955–1975, skupno so zgradili 1269 letal. USAF je zadnjega T-37 upokojila leta 2009, nekaj letal T-37 in A-37  ostaja v uporabi po svetu.
T-37 je imel ravno krilo (brez naklona). Pilota sta sedela eden poleg drugega, za razliko od drugih trenažerjev, ki po navadi uporabljajo konfiguracijo tandem - eden za drugim. Verziji T37A in B nista imeli oborožitve, T-37C pa se lahko oboroži s strojnicami in bombami.

## Specifikacije (T-37B)
Splošne karakteristike
- Posadka: 2 (študent in inštrukotr)
- Dolžina: 29 ft 3 in (9 m)
- Razpon kril: 33 ft 9 in (10,1 m)
- Višina: 9 ft 2 in (2,8 m)
- Teža praznega letala: 4056 lb (1840 kg)
- Maks. vzletna teža: 6569 lb (2980 kg)
- Pogon letala: 2 × Continental-Teledyne J69-T-25 turboreaktivna motorja, 1025 lbf (4,56 kN) vsak

 Zmogljivost 
- Maks. hitrost: 425 mph (369 vozlov, 684 km/h)
- Doseg: 810 nmi (932 milj, 1500 km)
- Višina leta: 25000 ft (7620 m)